# 小行星21933
小行星21933（21933 Aaronrozon）是一颗绕太阳运转的小行星，为主小行星带小行星。该小行星于1999年11月4日发现。

## 轨道参数
小行星21933的轨道半长轴为2.9329796 UA，离心率为0.0589729。